# Carbonitzador
Un carbonitzador és un aparell dissenyat per a dur-hi a terme carbonitzacions de matèria orgànica, que pot ésser de diversos tipus segons l'ús que se n'hagi de fer del producte, com forns, retortes o simples campanes portàtils amb regulació del pas d'aire, que supleixen les carboneres.